# Tressandans
Tressandans is een gemeente in het Franse departement Doubs (regio Bourgogne-Franche-Comté) en telt 35 inwoners (2009). De plaats maakt deel uit van het arrondissement Besançon.

## Geografie
De oppervlakte van Tressandans bedraagt 2,3 km², de bevolkingsdichtheid is dus 15,2 inwoners per km².
De onderstaande kaart toont de ligging van Tressandans met de belangrijkste infrastructuur en aangrenzende gemeenten.

## Demografie
Onderstaande figuur toont het verloop van het inwonertal (bron: INSEE-tellingen).